# Enea Masiero
Enea Masiero (Lonigo, 8 de novembre de 1933 – Milà, 31 de març de 2009) va ser un jugador i entrenador de futbol professional italià, que va jugar com a migcampista.

## Palmarès

### Club
Internazionale
- Campió de la Sèrie A: 1962–63 .